# Алфред Велики
Алфред Велики (на английски: Alfred the Great) е крал на Уесекс в периода 871 – 886 г. и крал на Англия от 886 до 899 г.
По време на управлението си Алфред Велики става доминантният владетел в Англия. Той е първият владетел на Уесекс, който се титулува крал на англо-саксоните.
В поредица от военни конфликти, той утвърждава независимостта на Уесекс от викингите и сключва споразумение за създаването на Дейнлоу в Северна Англия. Освен военни успехи, управлението му е маркирано и от подобрения в правната система, военната структура и качеството на живот в Уесекс. Насърчавайки грамотността и науката, по време на неговото царуване е създадена Англо-саксонската хроника.

## Произход и ранен живот
Алфред е роден в Уантадж най-вероятно през 849 г. Като най-млад от петте сина на крал Етълвулф от първата му жена, вероятността да бъде коронясан е ниска. През следващите десетилетия събитията се развиват благоприятно за него. През 856 г. Етълбалд, най-големият син на Етълвулф, извършва преврат срещу краля. В продължение на две години Уесекс се управлява от двама владетеля – Етълвулф на изток и Етълбалд на запад, но със смъртта на Етълвулф през 858 г. цялата територия на кралството отново е под обща власт. Самият Етълбалд умира през 860 г. и е наследен от брат си Етълберт, който през 865 г. е наследен от четвъртия брат Етълред. След коронацията на Етълред, на Алфред е присъдена титлата secundarius, която означава престолонаследник.
Алфред се сражава редом до Етълред през 868 г. в неуспешен опит да спре Великата езическа армия. Четири дена след друга загуба на 5 януари 871 г., англосаксонската армия постига важна победа, за която голяма заслуга е приписвана на Алфред. Същата година крал Етълред умира и е наследен от крал Алфред.

## Управление

### Външна политика
По времето, когато той поема властта, Уесекс на практика е единственото независимо английско кралство, което не плаща васален данък на викингите, които остават основна външнополитическа заплаха през цялото му управление. Едва един месец след като Алфред е коронясан, през 871 г. войските на Уесекс и викингите се срещат в битка в близост до Уилтон. След сражението, в което англичаните са победени, е сключен мир между двете страни.
През 876 г., под водачеството на Гутрум, викингите подновяват атаките си срещу Уесекс. Те постигат редица победи, най-значителната от които е при Чипенхам през януари 878 г. В резултат на това сражение, всички англо-саксонски територии на Нортумбрия и част от Мърсия са покорени. Уесекс остава единственото независимо кралство, но крал Алфред е принуден да се оттегли в блатата на Съмърсет.
През май 878 г. англо-саксонската и викингската армия се срещат в битката при Едингтън, в която е нанесено решително поражение на нашествениците. Следва 14-дневна обсада, която завършва с искане на викингите за мир.
Сключеното мирно споразумение в Уедмор е важен момент в развитието на викингската инвазия във Великобритания. Викингите напускат Уесекс и между двете държави се установяват ясни граници. По този начин се създава т.нар. „Дейнлоу“ – английска територия с върховенство на датските закони. Крал Алфред започва активна политика за укрепване на крепостите и заселване на англо-саксонско население в тези територии. Вследствие на това, викингската заплаха никога не достига предишните си размери.

### Вътрешна политика
Алфред Велики прави реорганизация на войската, като създава т.нар. фирт – пехотно опълчение, което заедно с конната тежко въоръжена войска от дребни земевладелци съставлява основата на уесекската войска. Пак във връзка с датските атаки той строи редица фортове, които по-късно прерастват в градове.
Алфред е известен също така като патрон на културата. Неговият двор е дом на учени от Уелс, Мърсия и цяла Европа. С цел разпространение на грамотност, той стимулира използването на английски вместо латински. По негово време се превеждат книги, които той намира за „необходими всички да знаят“. Също така е съставена Англосаксонската хроника, която е запазена в препис от XII век.

### Смърт
Алфред Велики умира ок. 899 г. Погребан е в Уинчестър. Наследен е от сина си Едуард Стари (899/900 – 924).